# Alberta, reina de Castilla
Alberta o Oiubreda (fl. 1071) fue reina consorte de Castilla como la esposa del rey Sancho II de Castilla (1065-1072).
Es solamente mencionada en dos documentos. El más antiguo, datado del 26 de marzo de 1071, es una carta de Sancho dirigida al monasterio de San Pedro de Cardeña. La ocasión era una reunión en Burgos de Sancho con su hermano, el rey Alfonso VI de León, y sus hermanas Elvira y Urraca, junto con el alto clero de su reino, probablemente para dialogar acerca del mal gobierno de su hermano, el rey García II de Galicia. El segundo documento, del 10 de mayo de 1071, es una carta privada dirigida al monasterio de San Pedro de Arlanza. Fue enviada durante el reinado de Sancho y Alberta en Castilla y Galicia, indicando que la deposición de García acordada en Burgos ese mismo año había sido efectuada por Sancho: "El rey Sancho y la reina Alberta reinando en Castilla y en Galicia" (regnante rex Sancio et Alberta regina en Castella et en Gallecia).
El nombre Alberta era inusual en la España del siglo XI, así que es probable que ella haya sido extranjera. Su matrimonio con Sancho le habría procurado prestigio a su marido que sus hermanos solteros aún no poseían. Los orígenes extranjeros de su esposa le habrían permitido permanecer fuera de las disputas de los grupos aristócratas emparentados. Se cree que Alberta sobrevivió a Sancho, que murió en 1072, pero se desconoce cuál fue su destino después de esta fecha.
Los verdaderos orígenes de Alberta son desconocidos. Las únicas fuentes medievales que podrían proporcionar evidencia son poco fiables. El contemporáneo Guillermo de Poitiers registró que los tres hermanos (Sancho, Alfonso y García) compitieron por la mano de una hija del rey Guillermo I de Inglaterra, pero Guillermo I no tuvo una hija que se llamara Alberta. Otros informes indican que esta hija de Guillermo I era Águeda, y que sus pretendientes eran Alfonso y el duque Roberto Guiscardo. Águeda se comprometió con Alfonso pero murió antes de poder casarse con él.
La Crónica najerense del siglo XII relata una historia diferente. La crónica dice que la prometida de Sancho era la hija de su tío, el rey García Sánchez III de Pamplona. Ella fue violada por su medio-hermano ilegítimo, Sancho Garcés, quien huyó para ponerse bajo la protección del rey al-Muqtádir de Zaragoza y del rey Ramiro I de Aragón. En defensa de su prometida, Sancho atacó a ambos reinos y Ramiro I fue asesinado en la batalla de Graus en 1070. Esta historia, sin embargo, es una invención literaria ya que la batalla histórica de Graus ocurrió en 1063.
A pesar de que no fue una figura significativa en la leyenda de El Cid, Alberta tuvo un rol importante la obra de tres actos La jura en Santa Gadea (1845) por Juan Eugenio Hartzenbusch, donde El Cid es acusado de haber asesinado a Ramiro I. El Cid, que estuvo en la batalla histórica de Graus, fue también testigo de la carta del 26 de marzo de 1071.